# Kallima borneensis
Kallima borneensis är en fjärilsart som beskrevs av Otto Staudinger 1889. Kallima borneensis ingår i släktet Kallima och familjen praktfjärilar. Inga underarter finns listade i Catalogue of Life.